# Henschel Projekt P.135
O Henschel Projekt P.135 foi um projecto da Henschel para conceber um avião de caça monomotor. Seria alimentado por um motor turbojato HeS 011 e teria um armamento composto por quatro canhões MK 108 de 30 mm.